# (134001) 2004 VL9
(134001) 2004 VL9 – planetoida z pasa głównego asteroid okrążająca Słońce w ciągu 5 lat i 99 dni w średniej odległości 3,02 j.a. Została odkryta przez Lowell Observatory Near-Earth-Object Search w programie Anderson Mesa Station. Nazwa planetoidy jest oznaczeniem tymczasowym.